# Llyn Fanod
Llyn Fanod és un llac situat en un altiplà entre Penuwch i Bontnewydd, a Ceredigion, a l'oest de Gal·les. És un lloc d'especial interès científic, que pertany parcialment al Centre de Protecció de la Fauna i Flora de l'Oest de Gal·les.
S'hi pot accedir públicament a través d'un pont. El llac està situat a les aigües més elevades del riu Aeron, que a causa de les seves aigües amb pocs nutrients acullen un gran nombre de plantes aqüíferes locals bastant poc corrents.
S'hi pot observar el curs de l'aigua, el pas d'ocells marítims, i libèl·lules a l'estiu.